# مكاتب البريد الفرنسية في الدولة العثمانية

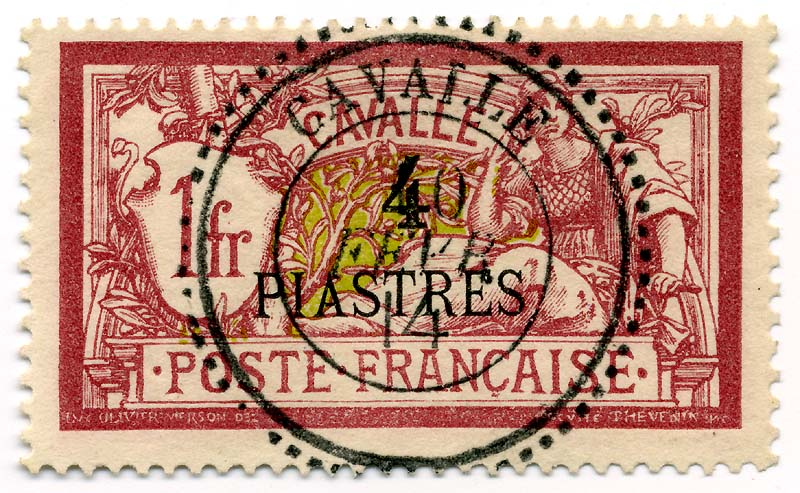
Cavalle 4pi

إن مكاتب البريد الفرنسي في الدولة العثمانية كانت مكاتب بريد في مختلف مدن الإمبراطورية العثمانية التي تديرها فرنسا بين 1812 و 1923. كانت فرنسا واحدة من ست دول أوروبية، (الدول الأخرى كانت النمسا وروسيا وبريطانيا العظمى وألمانيا وإيطاليا)، والتي تم منحها الحق في الاحتفاظ بمكاتب البريد داخل الإمبراطورية. وكان هذا الامتياز مختلفا عن ما يسمى «بالامتياز الأجنبي» الذي تم التفاوض عليه منذ القرن السادس عشر مع عدد أكبر من البلدان، والتي مُنحت بعض الحقوق خارج الحدود الإقليمية للمواطنين والشركات التجارية في تلك الدول. مقتصراً في البداية على البريد القنصلي، يمكن لمكاتب البريد هذه أن تُستخدم من قبل الشركات والأفراد الأجانب والمحليين، شريطة أن يستخدموا الطوابع البريدية لمكتب البريد المعني. انتهى هذا النظام مع معاهدة لوزان في عام 1923.

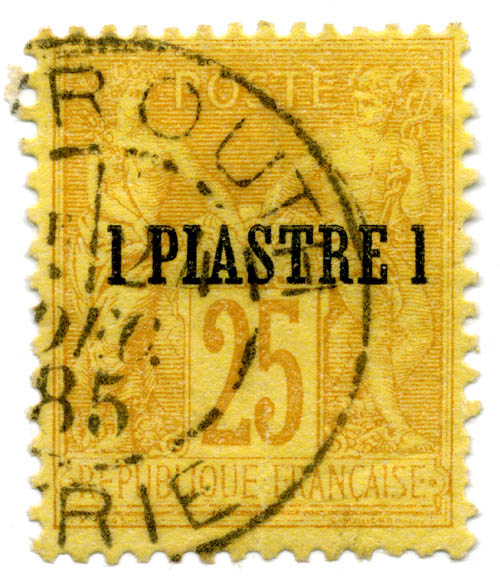
1 piaster overprint on 25-centime Type Sage, used at Beirut in December 1885

في الأصل، مكتب البريد يستخدم الطوابع البريدية الفرنسية، ولكن هذه كانت مدموغة بالسنتيم والفرنك بدلا من العملة المحلية (القرش)، حتى بداية عام 1885 بعض الطوابع الفرنسية كانت مدموغة بالقرش بمعدل أربعة قروش إلى الفرنك.

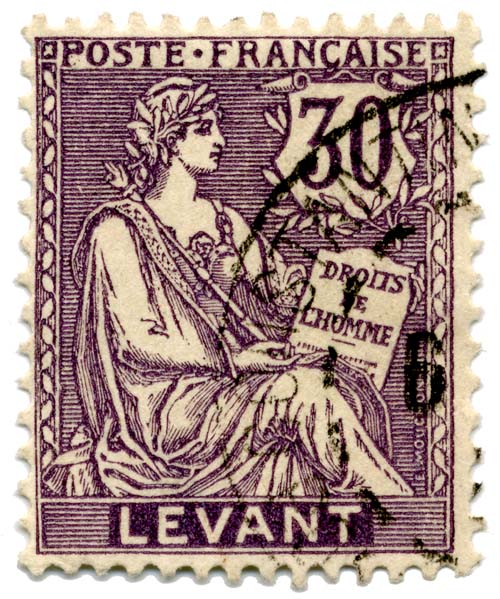
30c, 1902

بداية في عام 1902، سلسلة طوابع بلانك وموشون وميرسن صدرت مع نقش «الشام»، على حد سواء السنتيم/الفرنك، مع القيم العليا مدموغة بالقرش. في عام 1905، طوابع (15c) في بيروت كانت مدموغة بعبارة «1 بياستر / بيروت».

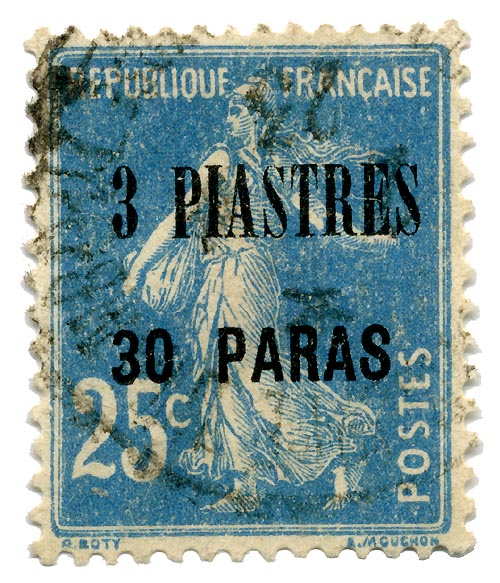
3-piaster 30-para overprint on French 25c

الحرب العالمية الأولى أجبرت على إغلاق جميع مكاتب البريد في 13 تشرين الأول / أكتوبر عام 1914. بعد الحرب أعيد افتتاح مكتب إسطنبول فقط، وبدأ بالعمل من آب / أغسطس عام 1921 إلى تموز / يوليه 1923. الطوابع الفرنسية بقيت مكلفة من 30 بارة إلى 75 قرشا.

## مكاتب البريد

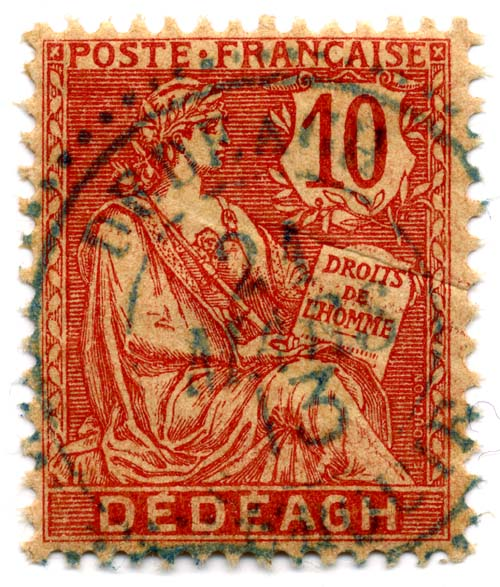
Dedeagh 10c, postmarked 21 March 1913

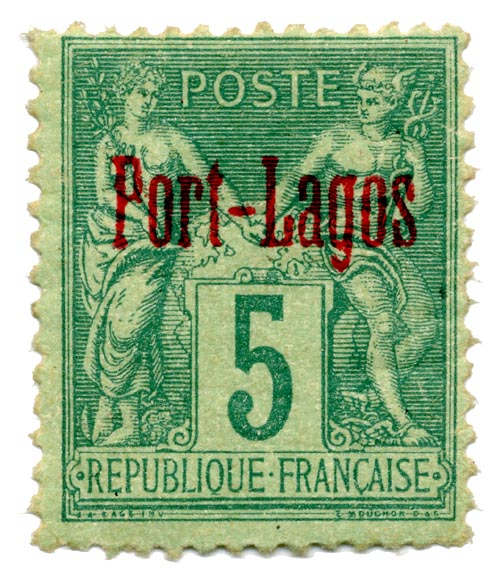
Port Lagos overprint on 5c

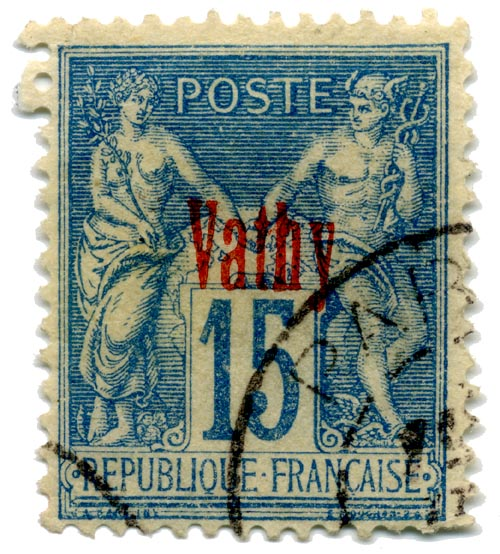
Vathy overprint on 15c

أصدرت أربعة مكاتب بريد أيضا طوابع خاصة بها بين 1893 و1903: كافالا (كافالا)، Dedeagh (أليكساندروبولي في الوقت الحاضر-اليوم أليكساندروبولي)، لاغوس، فاثي (ساموس).
- إسكندرونة
- بيروت
- كاندية (الآن ايراكليون)
- خانية
- كاستيلوريزو
- كافالا
- القسطنطينية
- أليكساندروبولي
- غلطة
- غاليبولي
- يافا
- القدس
- كونستانتسا
- اللاذقية
- مرسين
- لاغوس
- رودس
- تكيرداغ
- سلانيك
- سينوب
- إزمير
- سولينا
- طرابزون
- طرابلس
- تولتشيا
- فارنا
- فاثي
- فولوس

## وصلات خارجية
- Bureaux français de l'Empire ottoman, specialized website awarded by the Académie de philatélie in 2001.